# Xie Tieli
Xie Tieli (xinès simplificat: 谢铁骊) (Huai'an 1925 - Pequín 2015) guionista i director xinès de cinema. Un dels directors més destacats de la Tercera Generació de directors xinesos.

## Biografia
Xie Tieli va néixer el 27 de desembre de 1925 a Huaiyin (actual Huai'an), província de Jiangsu (Xina).
El 1940, als quinze anys, va ingressar a una escola per als fills de quadres de la regió militar de Huaihai i el 1942 fou admès a les files del Partit Comunista Xinès. Durant la guerra civil, va participar en les activitats artístiques de l'exèrcit, en particular en el camp del teatre.
Va participar en el moviment de reforma agrària engegat a partir de 1946 a les regions sota control comunista, especialment a Hanyang (韩 阳), que li va valer l'elecció com director d'una pel·lícula sobre el tema.
Després de la fundació de la República Popular, es va incorporar al Ministeri de Cultura. Va participar en la creació de les estructures cinematogràfiques del nou règim; el 1953 fou nomenat subdirector de la secció d’interpretació de l’Escola de Cinema de Pequín. Aprofià aquest període per veure el màxim nombre de pel·lícules possibles, nacionals, però sobretot estrangeres i russes en particular, que influiran decisivament en el seu estil.
El 1955, va iniciar la seva carrera com a cineasta, primer ajudant i el 1958 va treballar amb Shui Hua (水 华).
La seva primera pel·lícula va ser 无名 岛 (Nameless Island), l'any 1959. La següent pel·lícula, estrenada el 1961, mostra immediatament el talent de Xie per a les adaptacions d'obres literàries, en aquest cas "The Storm" (暴风骤雨) és una adaptació d'una novel·la de Zhou Libo (周立波). La seva tercera pel·lícula 早春 二月 (Early Spring in February) s'ha considerat com la seva millor obra; en el relat "Febrer" (二月) de Rou Shi, especialment valorada pel seu repartiment amb actors com Sun Daolin, Xie Fang i Shangguan Yunzhu i amb un gran èxit popular.
Durant la Revolució Cultural entre 1967 i 1979 els estudis de cine van tancar i una part important dels seus equips (tècnics, realitzadors i productors) van ser enviats a camps de "reeducació" i Xie Tieli va ser un dels represaliats. Malgrat això els dirigents polítics van recuperar professionals com Xie per dirigir 智取威虎山 (Taking of Tiger Mountain by Strategy) basada en part en una novel·la de Qu Bo i sota la supervisió de Jiang Qing la quarta esposa de Mao Zedong, que en el seu moment havia estar actriu amb el nom de Lang Ping sota les ordres del director Fei Mu.
A diferència de molts altres, Xie Tieli només va deixar de treballar durant molt poc temps, al començament de la Revolució Cultural. Fins i tot va exercir una influència no insignificant en el nivell estètic del cinema xinès durant el període, i és gràcies a ell, entre d'altres, que el cinema es va poder reprendre després de la mort de Mao i la caiguda de la Banda dels Quatre.
El 1988 torna a la que havia estat la seva predilecció al principi: l’adaptació d’obres literàries. Va adaptar una de les gran quatre novel·les clàssiques xineses, escrita a mitjans de la dinastia Qing i atribuïda a Cao Xueqin: "El somni del pavelló vermell" (红楼梦). La seva pel·lícula continua sent un dels grans clàssics en el camp de l'adaptació d'aquesta obra. El 1989 en el context de crisi política i un dràstic enduriment de la censura, Xie va seguir amb la seva retirada prudent cap als grans clàssics.
El 1983 la seva pel·lícula Early Spring in February (Zao Chun Er Yue) va ser programada a la secció La Puerta de Oriente 2 del Festival Internacional de Cinema de San Sebastià de 1983.
El 1991 a adaptar un episodi de la literatura fantàstica de Pu Songling,古墓 荒 斋 (Ancient Tomb, Abandoned House) sense massa èxit i el 1995 una de Yu Dafu.
Xie Tieli va ser director del Beijing Film Studio (China Film Group Corporation) i president de la China Film Association.
Va morir a Pequín el 19 de juny de 2015.

## Filmografia destacada
| Any  | Títol anglès                         | Títol xinès  |
| 1959 | Nameless Island                      | 无名岛       |
| 1961 | The Storm                            | 暴风骤雨     |
| 1963 | Early Spring in February             | 早春二月     |
| 1964 | Never Forget The Lesson              | 永远不要忘记 |
| 1970 | Taking of Tiger Mountain by Strategy | 智取威虎山   |
| 1974 | Azalea Mountain                      | 杜鹃 山      |
| 1978 | The Great River Flows On             | 大河奔流     |
| 1980 | The Stars Are Bright Tonight         | 今夜星光灿烂 |
| 1981 | Zhi Yin                              | 知音         |
| 1988 | A Dream of Red Mansions              | 红楼梦       |